# Geminiraptor suarezarum
Geminiraptor suarezarum (lat. "rapaz de las gemelas Suárez") es la única especie conocida del género extinto Geminiraptor  de dinosaurio terópodo trodóntido que vivió a principios del período Cretácico, hace aproximadamente 130 millones de años, durante el Barremiense, en lo que ahora es Norteamérica.

## Descripción
El holotipo y el único espécimen conocido de Geminiraptor es CEUM  7319, un maxilar recuperado del miembro inferior de Yellow Cat de la formación Cedar Mountain, que data de al menos la etapa Barremiana temprana, hace unos 130 millones de años. El maxilar es largo y bajo, con el proceso por encima de la fenestra antorbital horizontal, similar a otros trodóntidos avanzados. Sin embargo, algunas características del maxilar son más similares a la condición en los trodóntidos basales, como el Sinovenator. Estos incluyen la presencia de una fenestra promaxilar que es visible en vista lateral, un puntal promaxilar estrecho, la barra de hueso entre la fenestra maxilar y promaxilar, y un puntal interenestral estrecho, la barra de hueso entre la fenestra maxilar y antorbital.
Geminiraptor se caracteriza de forma única por la presencia de una gran cámara neumática que expande el maxilar en una forma triangular en sección transversal, con la base formada por una plataforma ósea lingual a los dientes. Se conservan nueve alvéolos , aunque como faltan las puntas anterior y caudal del maxilar, ciertamente hubo más. Al comparar el maxilar de Geminiraptor con el de otros trodóntidos, se infirió que al menos otros tres dientes estaban presentes en la parte anterior faltante del maxilar y al menos siete en el área caudal, por un total de al menos diecinueve dientes en el maxilar Los alvéolos tienen una forma cuadrada característica y están separados por pequeñas paredes de hueso, una característica que solo se conoce en Sinovenator entre otros trodóntidos.
Aunque todavía es un dinosaurio bastante pequeño, Geminiraptor es más grande que la mayoría de los otros trodóntidos del Cretácico temprano, con sus proporciones maxilares más similares a las de los géneros del Cretácico tardío como Troodon y mayor que sus contemporáneos.

## Descubrimiento e investigación
Se le conoce por el holotipo, CEUM 7319, un maxilar recuperado en Utah, de la parte inferior de Miembro Yellow Cat de la Formación Montaña Cedar, datada al menos hace unos 130 millones de años, en el Barremiense inferior. Geminiraptor fue nombrado por Phil Senter, James I. Kirkland, John Bird y Jeff A. Bartlett en 2010. La especie tipo de Geminiraptor es G. suarezarum. El nombre específico se refiere a las doctoras Celina y Marina Suárez, dos geólogas gemelas que descubrieron el sitio Suárez. El nombre genérico viene del latín geminae, “gemela”, en honor a las hermanas gemelas Suárez y raptor, "rapaz".

## Clasificación

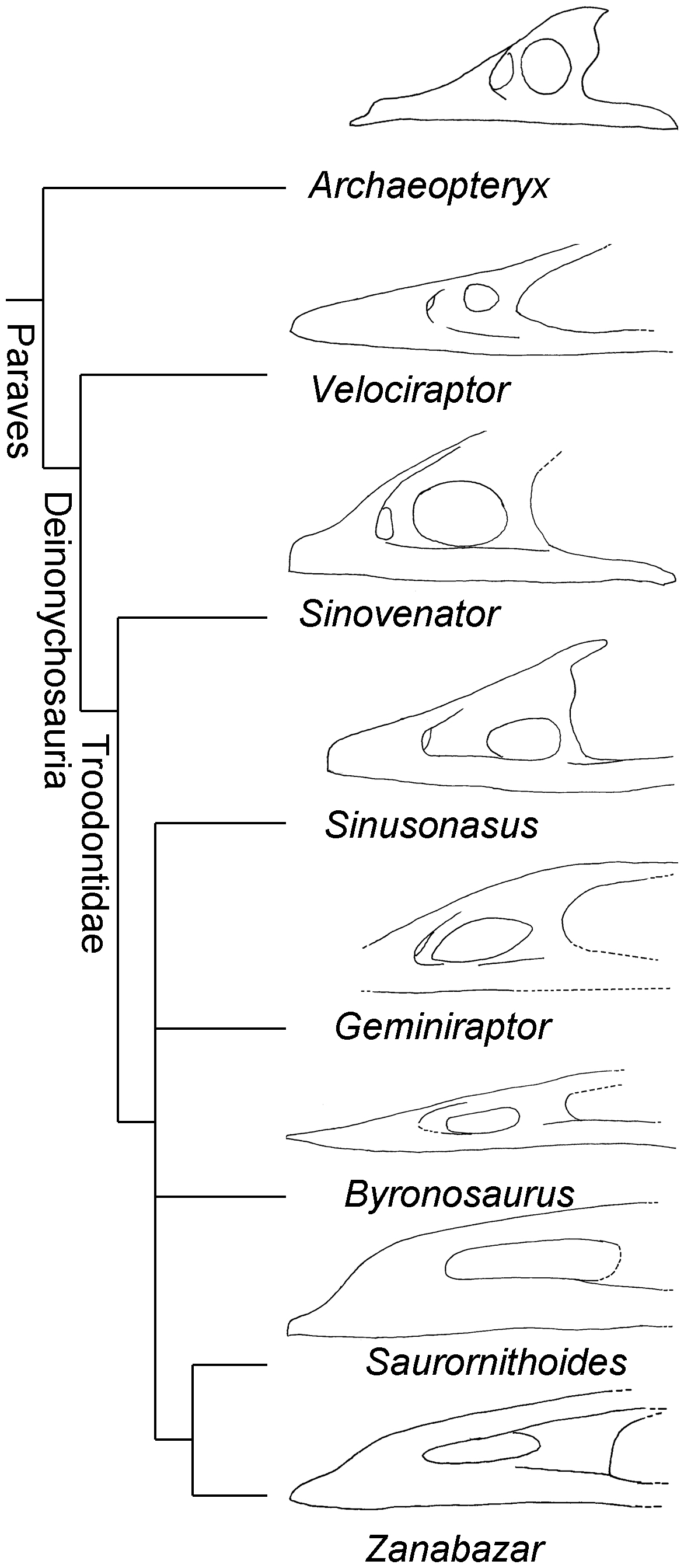
Comparativa del maxilar de Geminiraptor con el de otros paravianos

Geminiraptor se considera un trodóntido, una clasificación soportada debido a su gran número de dientes pequeños. Un análisis filogenético creado por sus descriptores lo colocó en un clado con troodontidos derivados debido a la forma oblonga de su fenestra maxilar próximo a Byronosaurus y Sinusonasus.. Dicho esto, la gran cantidad de datos faltantes para el género significa que su posición con la familia no es completamente segura, y Geminiraptor puede ser un pariente cercano de Sinovenator debido a que cada uno de ellos tiene paredes óseas interdentales, a diferencia de todos los demás. Troodontids.